# Медина Айон, Хуан Мария
Хуан Мария Медина Айон (исп. Juan María Medina Ayllón; род. 17 августа 1943, Вильянуэва-де-ла-Рейна, провинция Хаэн) — испанский скульптор.

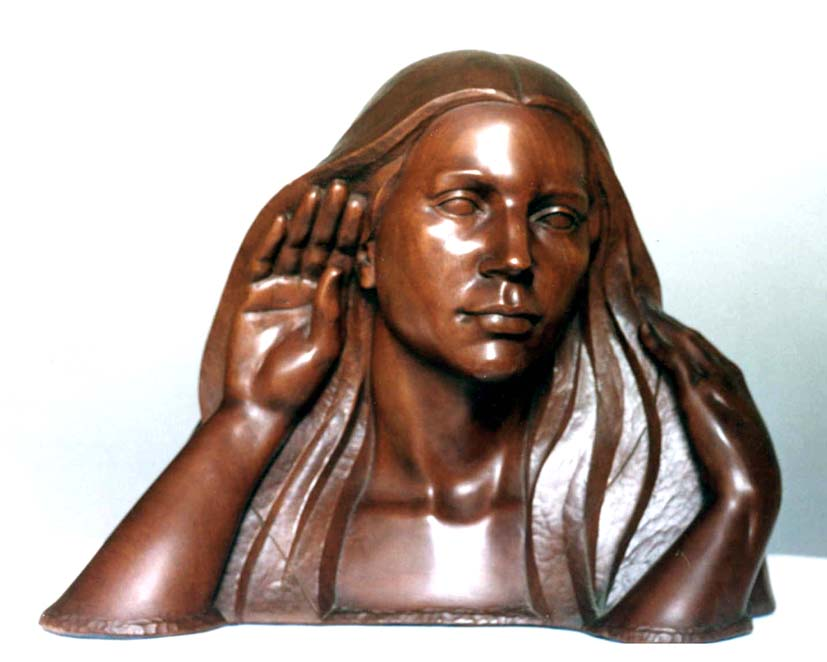
Sensibilidad

## Биография
В 1962 году поселился в Барселоне, где после окончания школы искусств Йётча поступил в Барселонский университет на факультет искусств имени Сан Хорхе. С 1987 — преподаватель скульптуры в школе искусств Йётча.
Участник выставок во многих европейских странах, странах Южной и Центральной Америки, а также исполнитель работ: Распятие Иисуса Христа для церкви Сан Пасиано в Барселоне, памятник основателю муниципалитета Сан-Жулья-дель-Льор-и-Бонмати в Жироне, восстановление готических корон в салоне en:Consell de Cent здания правительства города Барселона, модели ламп в форме ангелов для Театра Старой Oперы в городе Франкфурт-на-Майне (Германия) и скульптура Иисуса Христа для правительства города Вильянуэва-де-ла-Рейна (Хаэн).
Автор книги о скульптуре дидактического характера, в которой, помимо упражнений для прогрессирования в работе со скульптурой, описан метод Медина, позволяющий поэтапно объяснять работу со скульптурой.
В 2008 получил Диплом Мастера Ремесла, присуждаемый женералитетом Каталонии.

## Музеи

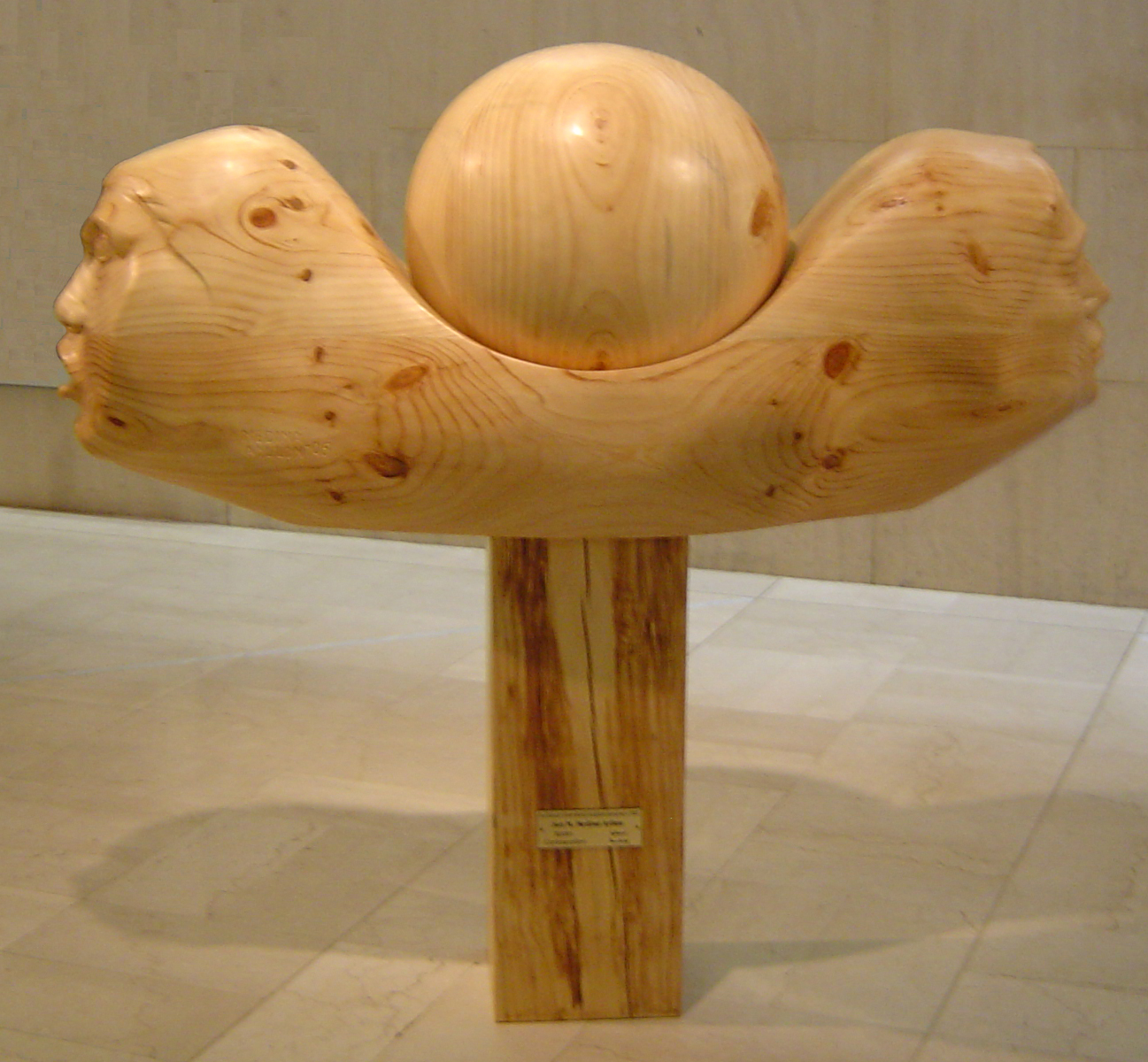
Contraposición, Бахрейн.

- La Primavera. Museo de Bellas Artes. Асунсьон (Парагвай)
- Eva. Museo de Escultura. Кемиярви (Финляндия)
- Contraposición. Museo Nacional de Arte. Бахрейн
- Primavera. Ayuntamiento de Бардонеккия-Турин (Италия)
- El Rapto de Europa. Ayuntamiento de Сеннори (Сардиния)
- Venus Europea. Ayuntamiento de Салоу (Таррагона)
- Cuatro Elementos. Jardín público. Санкт-Блазиен (Германия)
- El Atleta. Jardín público. Альоса (Теруэль)

## Награды
- 1980 Награда Costa Brava. Паламос (Жирона)
- 1982 Награда Torre de Plata. Марторель (Барселона)
- 1987 Первая премия de Escultura en Madera. Бардонеккия. (Италия)
- 1991 Награда del Público y Награда de los Escultores en la I Trienal Internacional. Ресистенсия (Чако) (Аргентина)
- 1992 Медаль Josep Llimona. Барселона
- 1994 Награда de los Escultores. Асунсьон (Парагвай)
- 1995 Награда del Público. Санкт-Блазиен (Германия)
- 2001 Награда Margarita Sans del Cercle Artístic de Sant Lluc. Барселона
- 2005 Медаль Josep Llimona. Барселона